# نوشهرگرایی

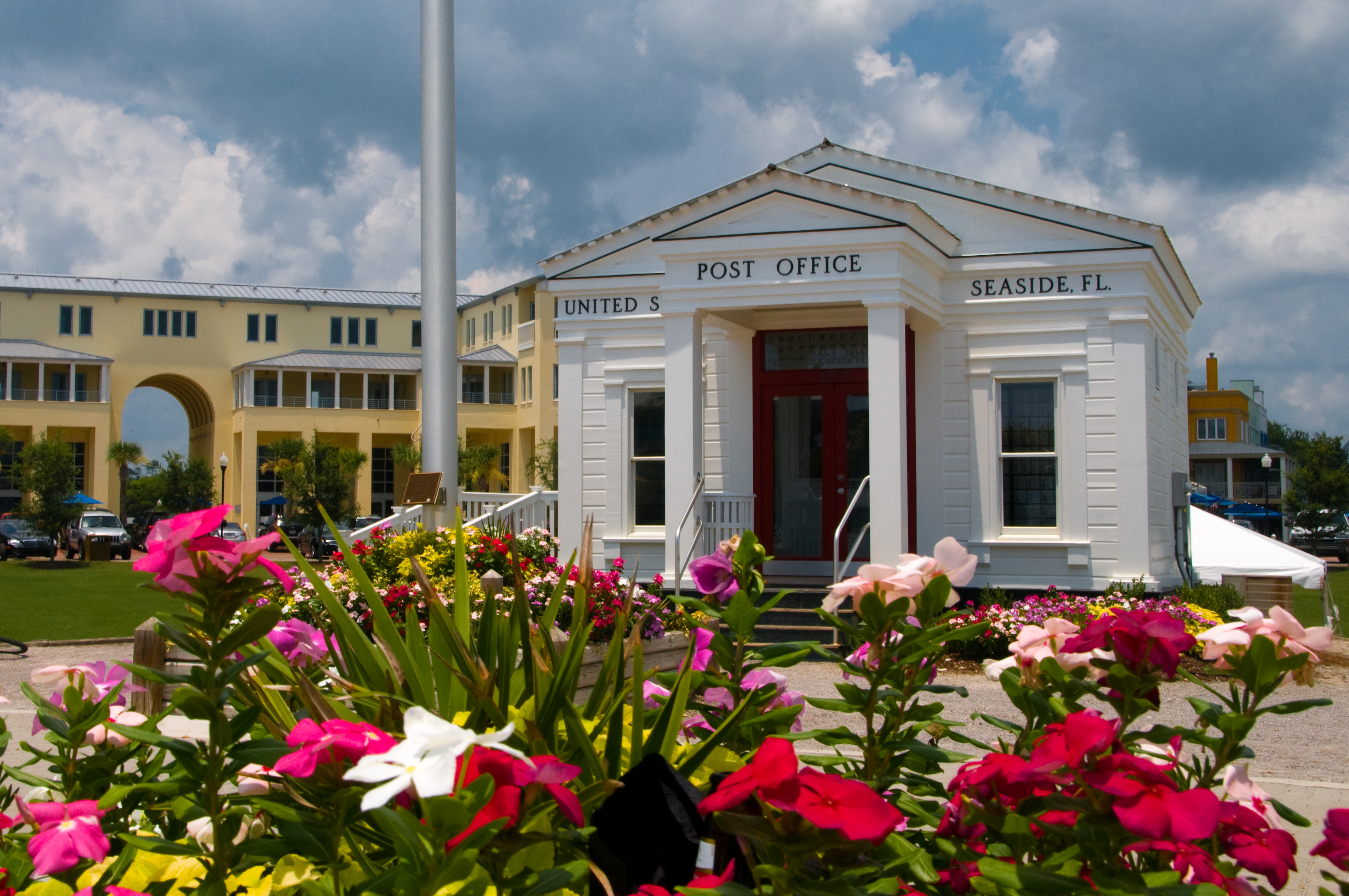
سی ساید، فلوریدا

نوشهرگرایی (به انگلیسی:New Urbanism) یک جنبش طراحی شهری است که با ایجاد محله‌های قابل پیاده‌راهور حاوی طیف وسیعی از انواع مسکن و شغل، عادات سازگار با محیط‌زیست و ترویج این ویژگی‌ها تعریف می‌شود. این جنبش در اوایل دهه ۱۹۸۰ میلادی در ایالات متحده به‌وجود آمد و به تدریج بر بسیاری از جنبه‌های توسعه املاک و مستغلات، برنامه‌ریزی شهری و استراتژی‌های کاربری اراضی شهرداری‌ها تأثیر گذاشت. نوشهرگرایی تلاش می‌کند تا به مشکلات مرتبط با گسترش بی‌رویه شهرها و توسعه حومه‌ها پس از جنگ جهانی دوم رسیدگی کند.
نوشهرگرایی به‌شدت تحت‌تأثیر شیوه‌های طراحی شهری است که تا زمان ظهور خودرو قبل از جنگ‌جهانی‌دوم برجسته بودند. این جنبش شامل ده اصل اساسی مانند توسعه سنتی محله‌های شهری (TND) و توسعه ترانزیت-محور (TOD) را در بر می‌گیرد. همه این ایده‌ها را می‌توان به دو مفهوم بازگرداند: ایجاد حس تعلق در اجتماع و جامعه و توسعه شیوه‌های زیست‌محیطی.

نهاد سازماندهی نوشهرگرایی کنگره نوشهرسازی است که در سال ۱۹۹۳ میلادی تأسیس گردید. متن اصلی منشور این کنگره به این نحو آغاز می‌شود:
ما از تجدید ساختار سیاست‌های عمومی و شیوه‌های توسعه برای حمایت از اصول زیر حمایت می‌کنیم: محله‌ها باید از نظر کاربری و جمعیت متنوع باشند. جوامع باید برای عابر پیاده و ترانزیت (حمل‌ونقل عمومی) و همچنین خودرو طراحی شوند. شهرها و شهرک‌ها باید توسط فضاهای عمومی و نهادهای اجتماعی تعریف شده و به‌طور قابل دسترسی جهانی (کلی و عمومی) شکل بگیرند. مکان‌های شهری باید با معماری و طراحی منظری که تاریخ محلی، آب و هوا، بوم‌شناسی و عملکرد ساختمان‌سازی را بزرگداشت می‌کند شکل و قاب‌بندی شوند.

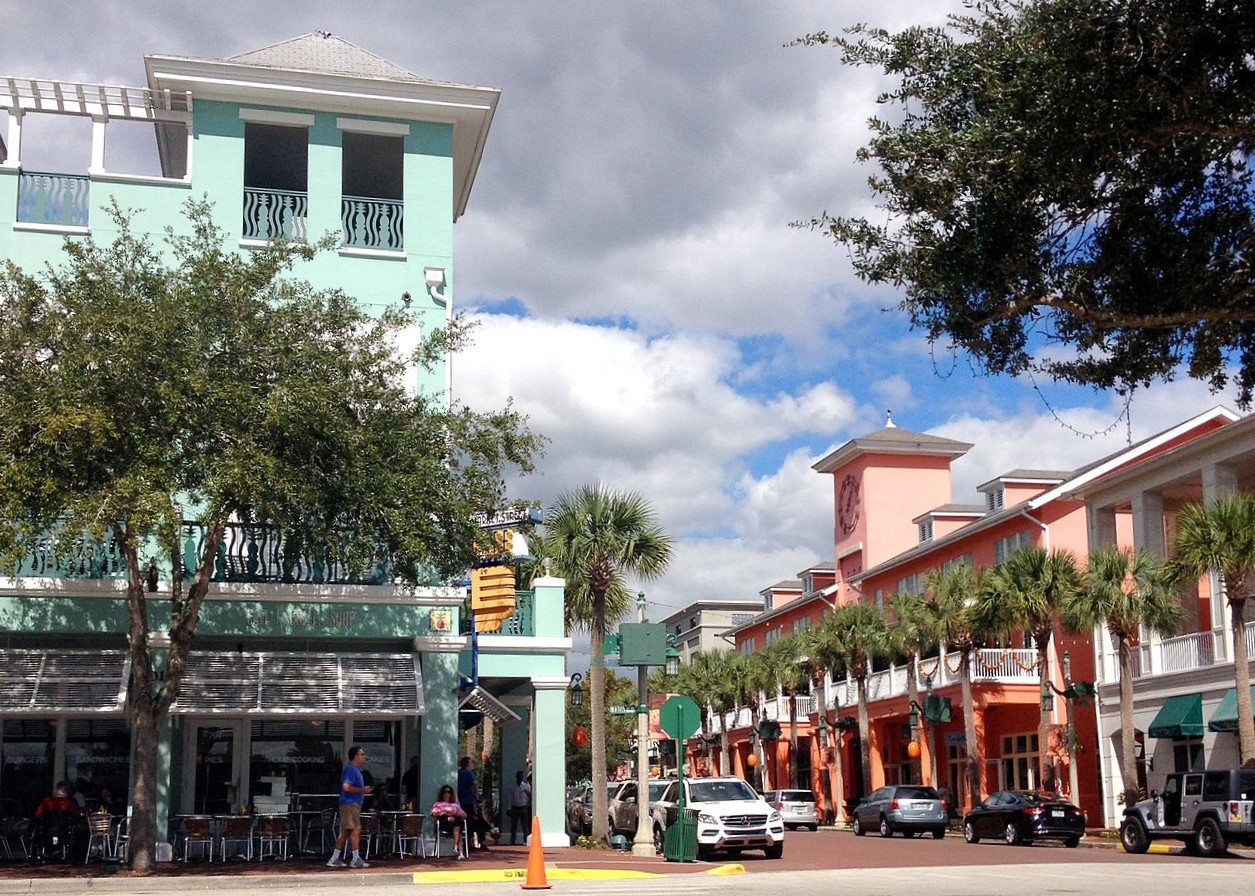
مارکت استریت، سلبریشن، فلوریدا

نوشهرگرایان از برنامه‌ریزی منطقه ای برای فضای باز حمایت می‌کنند. معماری و برنامه‌ریزی متناسب با بافت اجتماعی؛ تأمین زیرساخت‌های کافی مانند امکانات ورزشی، کتابخانه‌ها و مراکز اجتماعی؛ و توسعه متوازن مشاغل و مسکن‌ها نیز از اهداف آنان است. آنها بر این باورند که استراتژی‌های آنها می‌تواند با تشویق مردم به دوچرخه سواری، پیاده‌روی یا استفاده از قطار، ازدحام ترافیک را کاهش دهد. آنها همچنین امیدوارند که این اقدامات موجب افزایش عرضه مسکن ارزان قیمت و مهار گسترش حومه شهرها شود. منشور نوشهرگرایی همچنین موضوعاتی مانند حفظ اماکن تاریخی، خیابان‌های امن، ساختمان‌های سبز، و توسعه مجدد اماکن و زمین‌های موسوم به «Brownfield land"را پوشش می‌دهد. ده اصل شهرسازی هوشمند همچنین دستورالعمل‌هایی را برای رویکردهای نوشهرگرایی بیان می‌کند.
از نظر معماری، تحولات نوشهرگرایی اغلب با سبک‌های کلاسیک جدید، معماری پست مدرن یا بومی همراه است، اگرچه همیشه اینطور نیست و می‌توان تفاوت‌هایی را در هر شهر نوشهرگرا دید.

### واژه‌شناسی
چندین اصطلاح یا به‌عنوان مترادف، شامل یا همپوشانی با شهرسازی جدید در نظر گرفته می‌شوند. اصطلاحات توسعه نوسنتی یا توسعه محله سنتی اغلب با شهرسازی جدید همراه است. این اصطلاحات عموماً به شهرهای جدید یا محله‌های جدید اشاره می‌کنند که اغلب به سبک‌های معماری سنتی ساخته می‌شوند، برخلاف پروژه‌های کوچک‌تر پر کردن و توسعه مجدد. اصطلاح شهرسازی سنتی نیز برای توصیف شهرسازی جدید توسط کسانی که به نام «جدید» اعتراض دارند، استفاده شده‌است. اصطلاح «شهرسازی قابل پیاده‌روی» به عنوان یک اصطلاح جایگزین توسط توسعه‌دهنده و پروفسور کریستوفر لاینبرگر پیشنهاد شد. بسیاری بحث می‌کنند که آیا رشد هوشمند و شهرسازی جدید یکسان هستند یا تفاوت‌های اساسی بین این دو وجود دارد. در عضویت و محتوا بین این دو جنبش همپوشانی وجود دارد.

## انتقادات
نوشهرگرایی مورد تحسین و انتقاد همه بخشهای طیف سیاسی قرار گرفته‌است. این طرح هم به دلیل اینکه یک طرح مهندسی اجتماعی است و هم به دلیل عدم رسیدگی به عدالت اجتماعی و هم به دلیل محدود کردن شرکت‌های خصوصی و هم به دلیل اینکه یک نیروی مقررات زدایی در حمایت از توسعه دهندگان بخش خصوصی است مورد انتقاد قرار گرفته‌است.
روزنامه‌نگاری به نام «الکس مارشال» شهرسازی نوین را اساساً یک طرح بازاریابی می‌داند که پراکندگی مرسوم حومه شهر را در پشت نمای تصاویر نوستالژیک و شعارهای توخالی و آرزومند بازپیکر بندی می‌کند. در مقاله ای در سال ۱۹۹۶ میلادی در «مجله متروپولیس»، مارشال شهرسازی جدید را به عنوان «یک کلاهبرداری مجلل» محکوم کرد. این حمله در مقالات متعدد، از جمله ستون نظری در واشینگتن پست در سپتامبر همان سال، و در اولین کتاب مارشال، «How Cities Work:  Suburbs, Sprawl, and the Roads Not Taken» ادامه یافت.
منتقدان ادعا کرده‌اند که اثربخشی ادعا شده برای راه حل‌های نوشهرگرایی در توسعه درآمد مختلط فاقد شواهد آماری است. مطالعات مستقل از ایده پرداختن به فقر از طریق توسعه‌های با درآمد مختلط حمایت کرده‌اند، اما این استدلال که نوشهرگرایی چنین تنوعی را ایجاد می‌کند، از یافته‌های در یک جامعه در کانادا به چالش کشیده شده‌است.